# Will Grier
William Grier (Davidson, 3 aprile 1995) è un giocatore di football americano statunitense che milita nel ruolo di quarterback per i Philadelphia Eagles della National Football League (NFL).

## Carriera

### Carolina Panthers
Grier fu scelto dai Carolina Panthers nel corso del terzo giro (100º assoluto) del Draft NFL 2019. Il 16 dicembre fu annunciato che avrebbe disputato la prima partita come titolare nel penultimo turno contro gli Indianapolis Colts. In quella partita passò 224 yard e subì 3 intercetti nella sconfitta per 38–6. Nella settimana 17 contro i New Orleans Saints passò 4 yard e subì in intercetto ritornato in touchdown prima di uscire per un infortunio al piede. Senza Grier, i Panthers persero per 42–10.

### Dallas Cowboys
Il 1º settembre 2021 Grier firmò con i Dallas Cowboys.

### Cincinnati Bengals
Il 30 agosto 2023 Grier firmò con la squadra di allenamento dei Cincinnati Bengals.